# Línea Imazatosuji
La Línea Imazatosuji (今里筋線 Imazatosuji-sen) es una línea del metro de Osaka. Este línea conecta el noreste de Osaka con los distritos de Sekime y Imazato en el este de la ciudad. Los nombres oficiales de este línea son Línea 8 de la Tranvía Eléctrica Rápida (高速電気軌道第8号線) y Línea 8 del Ferrocarril Rápido de la Ciudad de Osaka (大阪市高速鉄道第8号線).
Este línea no tiene transferencias con tres líneas de metro (Midōsuji, Yotsubashi, o Sakaisuji) o la Línea Circular de Osaka (que operado por JR West).

## Historia
Desde el año 1957, hubo trolebuses en la avenida Imazatosuji; los trolebuses conecta el este de Osaka a la red de tranvía municipal. En 1969, esos trolebuses fue reemplazados con buses convencionales. Sin embargo, hubo mucha congestión en la avenida Imazatosuji, y una línea de metro fue planeado para integrar con la red de ferrocarriles privadas de Osaka. La línea de metro fue planeado para circular entre las estaciones Kami-Shinjo y Imazato cuando el proyecto fue anunciado en 1989. Se descubrió obstrucciones subterráneas a lo largo de la ruta; en 1996, la terminal norte de la línea fue cambiado a una nueva estación a Itakano, donde la población aumentó debido a desarrollo residencial.
Las preparaciones para la construcción de la línea Imazatosuji fue finalizado en 1999, y la construcción fue comenzado en el marzo de 2000. Durante la construcción, hubo muchas dificultades de ingeniería: la terra del noroeste de la ciudad de Osaka tiene una composición de arcilla blanda, y la línea del metro fue construida más de 10 metros bajo de las calles. Además, numerosos técnicas fue usando para construir la mayoría de la línea. Como resultado de las dificultades de ingeniería, el cuesto de construcción fue 271,8 mil millones de yen.
En el año 2006, la construcción de la línea fue realizado; la línea Imazatosuji fue inaugurada en el 24 de diciembre de este año ente las estaciones Itakano y Imazato.
Después de la inauguración de la línea, hubo planes para expandir la línea de la estación Imazato a una nueva estación en el distrito de Yuzato. Sin embargo, a partir del 28 de agosto de 2014, se aplazó este extensión a favor de la implementación de autobús de tránsito rápido o un sistema de trenes ligeros para la ciudad de Osaka.

## Estaciones
| Código | Longitud (km) | Estación            | Japonés      | Correspondencias                      | Locación           |
| ------ | ------------- | ------------------- | ------------ | ------------------------------------- | ------------------ |
| I11    | 0,0           | Itakano             | 井高野       |                                       | Higashiyodogawa-ku |
| I12    | 0,9           | Zuikō Yonchōme      | 瑞光四丁目   |                                       | Higashiyodogawa-ku |
| I13    | 1,9           | Daidō-Toyosato      | だいどう豊里 |                                       | Higashiyodogawa-ku |
| I14    | 3,7           | Taishibashi-Imaichi | 太子橋今市   | Línea Tanimachi (T23)                 | Asahi-ku           |
| I15    | 4,9           | Shimizu             | 清水         |                                       | Asahi-ku           |
| I16    | 5,8           | Shimmori-Furuichi   | 新森古市     |                                       | Asahi-ku           |
| I17    | 7,1           | Sekime-Seiiku       | 関目成育     | Keihan: Línea Keihan (Sekime)         | Jōtō-ku            |
| I18    | 8,5           | Gamō Yonchōme       | 蒲生四丁目   | Línea Nagahori Tsurumi-ryokuchi (N23) | Jōtō-ku            |
| I19    | 9,4           | Shigino             | 鴫野         | JR West: Línea Gakkentoshi            | Jōtō-ku            |
| I20    | 10,6          | Midoribashi         | 緑橋         | Línea Chūō (C20)                      | Higashinari-ku     |
| I21    | 11,9          | Imazato             | 今里         | Línea Sennichimae (S23)               | Higashinari-ku     |